# Лошаков Валерій Андрійович
Вале́рій Андрі́йович Лошако́в — доктор технічних наук, професор кафедри інфокомунікаційної інженерії Харківського національного університету радіоелектроніки, академік Академії наук прикладної радіоелектроніки.

## Життєпис
1969 року закінчив Харківську військову інженерну радіотехнічну академію ППО, спеціаліст з радіолокації та телекомунікацій. Протягом 1969—1976 років служив у Радянській армії. 1976 року пройшов ад'юнктуру ВІРТА ППО.
У 1976—1981 роках — викладач, старший викладач в тому ж закладі, протягом 1981—1993 років — старший науковий співробітник, старший викладач.
1992 року захистив докторську дисертацію, від 1993-го — професор Харківського військового університету ППО. В 1991—1998 роках — офіцер Збройних Сил України. З 2007 року — професор кафедри телекомунікаційних систем, Харківський національний університет радіоелектроніки.
Протягом 2010-х років у співавторстві зі студентами опублікував 4 статті, 18 тез доповідей на міжнародних конференціях.
Науковий напрям — телекомунікаційні системи та мережі.
Як педагог підготував 15 кандидатів наук.
Входить до складу спеціалізованої вченої ради — із захисту дисертацій на здобуття наукового ступеня доктора (кандидата) технічних наук.
Є автором понад 200 публікацій, з них — 3 монографії, 5 підручників, 11 навчально-методичних посібників, має 51 свідоцтво на винаходи.

## Серед публікацій
- «Нестаціонарні процеси в автогенераторах (перехідні процеси та флуктуації частоти)», співавтори — Гомозов Володимир Іванович, Вохмінцев Сергій Володимирович, 2003
- «Багатоканальний електрозв'язок та телекомунікаційні технології: підручник у 2-х частинах», співавтори О. В. Лемешко та інші, за загальною редакцією професора В. В. Поповського, 2010
- «Adaptive modulation of signals in MIMO channels», 2011, Loshakov V., Vadia Z.
- «Results of experimental research quality of communications in WiMAX system», Loshakov V., Vadia Z., Al-Janabi H., 2011
- «Адаптивна просторова обробка сигналів в системах LTE 3 MIMO» 2013, співавтор
- «Adaptive modulation in LTE technology by using OFDMA and SC-FDMA with MIMO», 2013, Loshakov V. A. Al-Janabi H.D
- «Ali Abdourahmane A. Space-Time Processing Based on using Antenna Array in LTE», Loshakov V., Marchenko D., 2014,
- «Results of development tropospheric communications system», Popovskii V., LoshakovV.A., FilipenkoO.I., Martynchuk O.O., Drif A., 2015.
- «Системи та стандарти цифрового телебачення: навчальний посібник», Поповський В. В. Сабурова С. О., Ощепков М. Ю. , 2016